# Cascata di Pissevache
La cascata di Pissevache sul fiume Salanfe, un affluente del Rodano, è situata in Svizzera nel Canton Vallese, pochi chilometri più a nord del paese di Vernayaz.
La sua altezza è di 116 metri e raggiunge la portata massima in primavera ed estate; è molto suggestiva in particolar modo al mattino. Le acque del fiume alimentano una centrale idroelettrica.

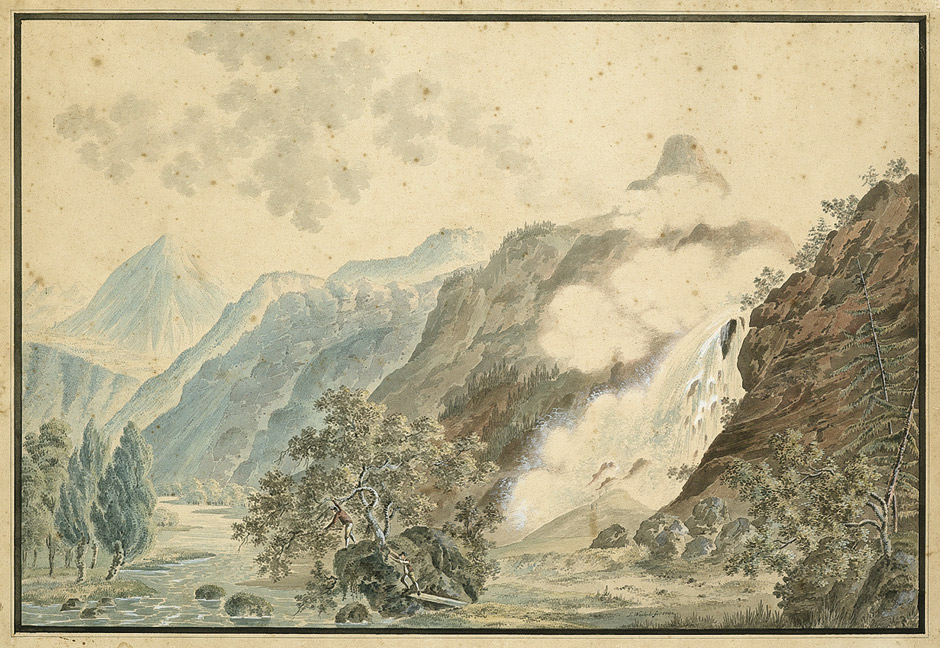
La cascata in una stampa del 1794